# 小眼莖方頭魚
小眼莖方頭魚，為輻鰭魚綱刺尾鯛目弱棘魚科莖方頭魚屬的其中一種，分布於西大西洋區，從美國北卡羅萊納州至墨西哥灣海域，棲息深度30-236公尺，體長可達90公分，生活在沙石底質海域，為底棲性魚類，屬肉食性，以甲殼類、多毛類、軟體動物等為食，可做為食用魚及遊釣魚。

## 擴展閱讀
維基物種上的相關：小眼莖方頭魚